# 田邉昌徳
田邉 昌徳（たなべ まさのり、1952年7月3日 ‐ ）は、日本の銀行家、実業家、経済学者（貨幣論）。
日本銀行信用機構局長を務めた後、預金保険機構（預保、DICJ）理事を経て、2010年に第9代預金保険機構理事長に就任した。経営破綻した日本振興銀行の処理に於いて自ら陣頭指揮を執り、日本で初となるペイオフ（定額預金保護）の実施に踏み切って、金融危機の不安拡大を防ぐことに尽力した。
2015年に預金保険機構理事長を退任した後は、アクサ生命保険、アクサ損害保険、アクサ・インベストメント・マネージャーズの取締役会長を務めた後、2019年から農林中央金庫の経営管理委員（現任）を務める。また、2015年から武蔵野大学客員教授（現任）として貨幣・金融に関する著作を発表するなど、学究面でも精力的に活動している。

## 来歴
1952年7月3日生。東大寺学園高等学校を経て、東京大学経済学部卒業、米国コーネル大学で経済学修士を取得した。1975年に日本銀行入行後、1988年同行総務局調査役、1994年信用機構局信用機構課長、1997年同行長崎支店長、2001年信用機構室審議役(信用機構担当)を経て、2004年信用機構局長に就任。日銀時代は信用組合の破綻処理や受け皿銀行の整備、北海道拓殖銀行の破綻処理などに尽力した。
2005年からは預金保険機構理事を務め、2009年には企業再生支援機構企業再生支援委員（社外取締役）を兼ねた。2010年12月に第9代預金保険機構理事長に就任（これに伴い企業再生支援機構企業再生支援委員を退任）し、同年9月に経営破綻した日本振興銀行の処理への対応を迫られた。預金保険機構の理事長ポストは同年6月から空席の状態が続いていたが、これは6月に任期満了した永田俊一前理事長が旧大蔵省出身であったことに対して、当時政権与党であった民主党内部で再任に反発する声があがり、次期理事長人事が国会会期末で時間切れになったことによる。
このため、2010年9月10日に破綻した日本振興銀行の処理に伴い、預金保険機構が金融整理管財人に選任され同行の経営権を取得したが、田邉は、当初は理事長「代理」として「旧経営陣の職務執行状況を調査し、民事・刑事上の責任を追及する」との方針を表明し、12月の就任後は理事長として、金融危機回避のために自ら陣頭指揮にあたった。1971年に預金保険制度が創設されて以来、日本で初となるペイオフの実施に踏み切り、金融不安拡大を未然に防ぐことに成功した（後述）。また理事長在任中には、預金保険機構の組織改革にも注力した。機構の機能面での改革の成果として、リーマンブラザーズの破綻に端を発する世界的な金融危機の経験を踏まえて改正された預金保険法に基づく秩序ある処理を担当させるため、2014年に調査部を創設し、また預金保険制度をめぐる国際的な動向や変化の著しい世界の金融情勢の把握に努めるとともに国際預金保険協会（IADI）の活動へ積極的に参画していくため国際統括室を新設した。2014年12月の再生手続終結の決定によって日本振興銀行の破綻処理が一応の目途が着いた2015年2月に預金保険機構理事長を退任した。
退任後の2015年にアクサ生命保険株式会社取締役会長とアクサ損害保険株式会社取締役会長、および2016年にアクサ・インベストメント・マネージャーズ株式会社取締役会長に就任を経て、2019年4月からは農林中央金庫経営管理委員（金融識見委員）を務める。また、2015年から武蔵野大学客員教授として金融論を担当するとともに、研究者として積極的に著作を発表している（下記、著作欄参照）。

## 日本振興銀行の破綻処理
当時の預保理事長として、日本振興銀行の破綻処理について『預金保険研究』（第24号））で、以下のように回想している（田邉昌徳「日本振興銀行の破綻処理」『預金保険研究』（第24号）2022 年より抜粋）。
「私は、平成17年に預金保険機構（以下、「預保」という。）の理事となった後、平成22年に理事長を拝命し4年強の間、理事長を務めました。この間、預保発足後初めてとなる定額保護での金融機関の破綻処理を指揮することとなりました。理事長退任の記者会見の際、「正直ほっとしている」と申し上げましたが、この初めての定額保護による破綻処理を無事に終了することができ、本当に良かったと思っています。……
……私が、いわゆる金融機関の破綻処理に携わり始めたのは、平成4年のバブル崩壊直後からでした。……（平成金融危機が進行する中で）その後も、私は日銀の信用機構局長として、日銀の立場から多くの金融機関の破綻処理に関わっていくこととなりました。また、破綻した金融機関の共通の受け皿銀行である東京共同銀行、住専処理の受け皿である住宅金融債権管理機構の設立にも直接関わりました。この二つの会社は、その後統合されて預保の100％子会社として債権回収の実務を担う整理回収機構になっていきました。このため、預保の理事となったとき、また理事長を拝命したときも、何か運命のようなものを感じざるを得ませんでした。私の社会人としての半生は、まさに金融機関の破綻処理とともにあったと言っても過言ではないでしょう。そして、預保理事長として、日本初の定額保護による破綻処理を指揮することとなったのでした。……
……振興銀行は、同年9月10日（金曜日）の早朝、金融庁長官に対し、債務超過に陥った旨を申し出ました。これを受け、金融庁長官は直ちに、振興銀行に対し、金融整理管財人による業務および財産の管理を命ずる処分をし、同時に、金融整理管財人に預保を選任しました。以後、預保が金融整理管財人として振興銀行の管理にあたることとなりました。……（上記処分直後に開催された記者会見上、名寄せに失敗するのではないかとの危惧する記者の質問に対して、）私は、「名寄せについては、自信があります。」と答えることができました。その理由は、円滑な名寄せを行う上で必要となる預金者データの整備については、平成16年から預保が金融機関に呼びかけを行うとともに、預保の立入検査やシステム検証と称するオフサイトでの検証によって、整備状況が向上していることに自信を持っていたからです。結果として、預金の払い出しは円滑に行われました……。
一方、融資関係業務は事前の情報もなく資産査定、融資業務を含め大変な労力がかかりました。振興銀行は、印鑑票がなかったり、融資関係書類がほとんど未整備であったりしたほか、審査業務を外部委託するなど、銀行の体をなしているとはいい難い状況で、融資先の財務諸表の徴求等、金融整理管財人が銀行実務をカバーする必要がありました。このため、多くの人員と時間を費やすことになりました。振興銀行が特殊だったとも言えますが、一方で、同行に限らず、破綻する金融機関では、何らかの特殊な事態が起こっているのが常のような気がします。……
初の定額保護による破綻処理を終えて、事前準備への対応や行政手続と倒産手続の調和、関係機関との連携が非常に重要であることを感じました。……
さらに、全額保護時代の金融機関の破綻処理は主務官庁との協議が中心でしたが、定額保護の破綻処理では、これに加えて預金債権を含む再生債権の処理のための民事再生手続きの厳格な執行が必要であり、そのためには裁判所に対する相談・報告を密に行うことが重要であると感じました。平時より、裁判所と定期的に標準的な手順についての勉強会を実施するほか、振興銀行の破綻処理において調整が必要であった項目を整理のうえ裁判所と共有することで、行政手続きと倒産法制の調和に努めてきました。……」

## 著作
- 『令和金融論講座：ビットコインからマイナス金利まで』(武蔵野大学出版会、2019年)  ISBN：4903281426

日本の金融の基本概念から、歴史、システム、制度、政策まで多面的に詳説されており、現代金融の理論的・体系的な理解に資する。
- 『ガバナンス貨幣論：理念・歴史・制度設計』(岩波書店、2023年) [18] ISBN：4000616119

ビットコイン等の新たな通貨の登場、IT技術による金融の革新、財政支出による通貨量の拡大など、貨幣を巡る状況が大きく変貌するなか、そのあり方をめぐる思考の刷新が求められている。「ガバナンス」（統制）という視点から過去と現在の膨大な事象・政策・議論をクリアに読み解き、貨幣の変貌と不変の本質を明らかにする。そして、貨幣を「社会的共通資本」と位置付け、世の中に過不足なく貨幣を供給するガバナンスの仕組みこそが「貨幣の本質」と指摘し、「よい社会がよい貨幣をつくる」と結論している。
- 他に論文として「ナカモトは,「優しい独裁者」になれるか?──「社会的共通資本」の観点からビットコインを考える」（『現代思想』第45巻第3号、2017年）などがある。また、雑誌『地域ケアリング』2024年6月号（特集：金融ジェロントロジー）の特集を編集した。近年も、元預保理事長の経験を踏まえ、研究者として「貨幣ガバナンス」の重要性を力説している[19]。